# Cruyff Institute
Het Johan Cruyff Institute is in 1999 ontstaan als een initiatief van Johan Cruijff in samenwerking met de Hogeschool van Amsterdam. Anno 2015 zijn er behalve in Amsterdam ook Johan Cruyff Academies (voorheen: Johan Cruyff University) in Tilburg (sinds 2009) en in Groningen (sinds 2015). Deze hbo-opleidingen bieden (aankomend) topsporters de mogelijkheid om sport te combineren met een  studie. De scholen bieden de opleiding hbo Sport Marketing aan, een leerroute van Commerciële Economie.
Het netwerk van het Johan Cruyff Institute bestaat daarnaast uit vier Johan Cruyff Colleges, opleidingen op mbo-niveau 3 en 4, met de richtingen 'Sport & Business' en 'Sport & Coaching' in Amsterdam, Enschede, Groningen en Roosendaal. Deze colleges zijn een onderdeel van de ROC-instellingen in genoemde steden. Studenten kunnen van een college Sport & Business naar een hoge school doorstromen en daarna een master-opleiding volgen. 
Er zijn in meerdere landen Johan Cruyff Institutes, waaronder een in Barcelona. De programma's aan Johan Cruyff Institute zijn gericht op sportmanagement, sportmarketing en de voetbalwereld en zijn geschikt voor oud-sporters, coaches, sportmanagers en anderen met belangstelling voor sport. Ook bieden ze  workshops en cursussen aan voor sportorganisaties en bedrijven die de waarden en kenmerken van de sportwereld belangrijk vinden.
Bij alle opleidingen aan alle instellingen wordt rekening gehouden met training- en competitieschema's van student-sporters. De studieprogramma's bereiden de studenten voor op een baan binnen de sportsector.